# Перло (Пьемонт)
Перло (итал. Perlo) — коммуна в Италии, располагается в регионе Пьемонт, в провинции Кунео.
Население составляет 123 человека (2008 г.), плотность населения составляет 11 чел./км². Занимает площадь 11 км². Почтовый индекс — 12070. Телефонный код — 0174.
Покровителем коммуны почитается святой архангел Михаил, празднование 29 сентября.

## Демография
Динамика населения:

## Администрация коммуны
- Официальный сайт: http://www.perlo.it/